# Santelmo (Pederneiras)
Santelmo é um distrito do município brasileiro de Pederneiras, no interior do estado de São Paulo.

## História

### Origem
Entre os moradores que se empenharam para a criação do distrito estão o Capitão José de Brito Martins, Vitoriano Garcia, Cesário Rached, Lázaro Mendonça, Jorge Busch e Gabriel Al-Haj.
O cartório teve como primeiro escrivão Jorge Busch e o Juizado de Paz foi exercido pelo farmacêutico José Miranda.

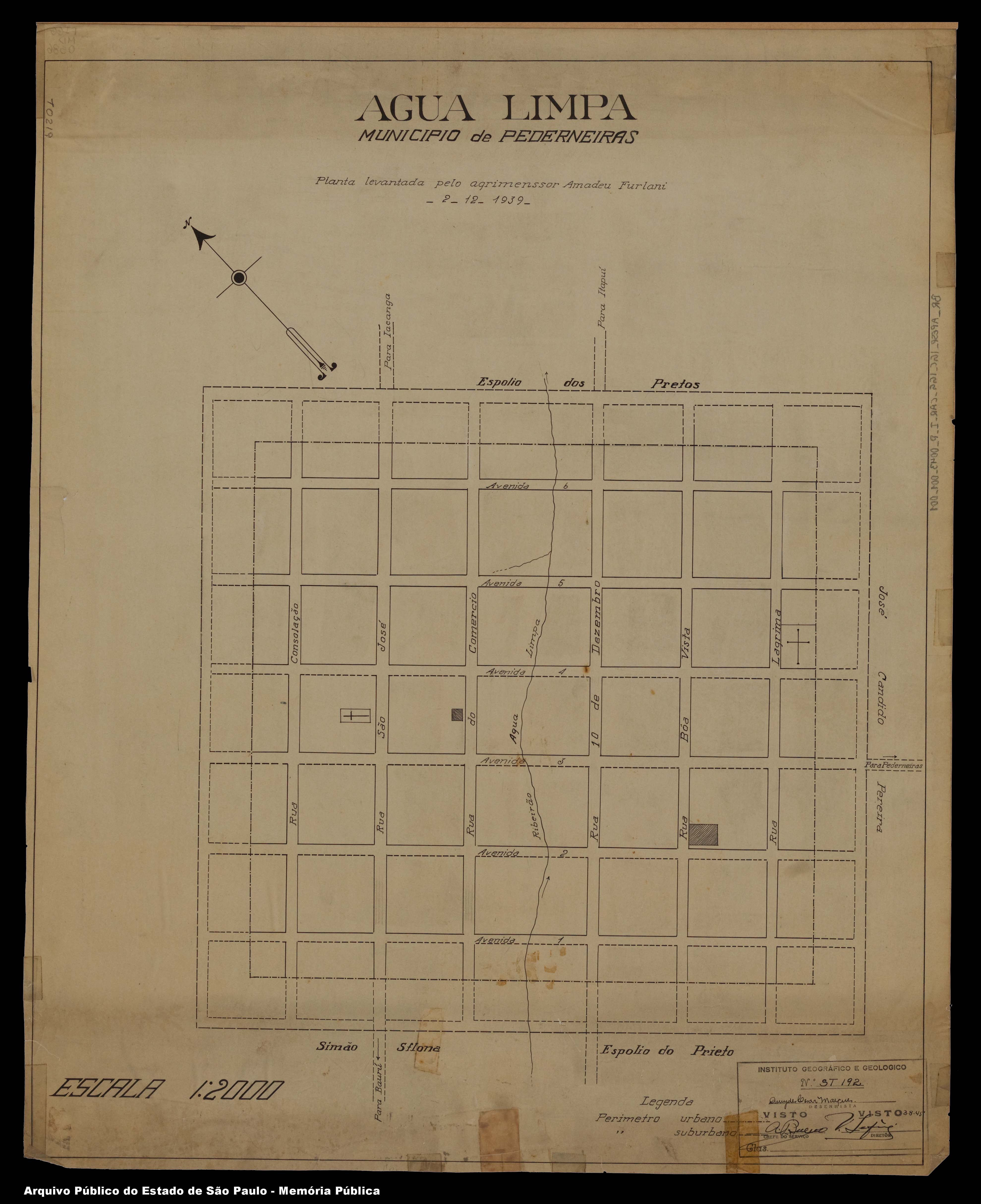
Planta da área urbana original.

### Formação administrativa
- Distrito policial de Água Limpa criado em 28/07/1919 no município de Pederneiras[4].
- O distrito foi criado pelo Decreto n° 9.775 de 30/11/1938 com o nome de Água Limpa no município de Pederneiras, com território desmembrado do distrito de Floresta (atual Boraceia), deste município[5].
- O Decreto-Lei n° 14.334 de 30/11/1944 altera a denominação para Santelmo[6].

### Pedido de emancipação
O distrito tentou a emancipação político-administrativa e ser elevado à município, através de processo que deu entrada na Assembléia Legislativa do Estado de São Paulo no ano de 1963, mas como não atendia os requisitos necessários exigidos por lei para tal finalidade, o processo foi arquivado.

## Geografia

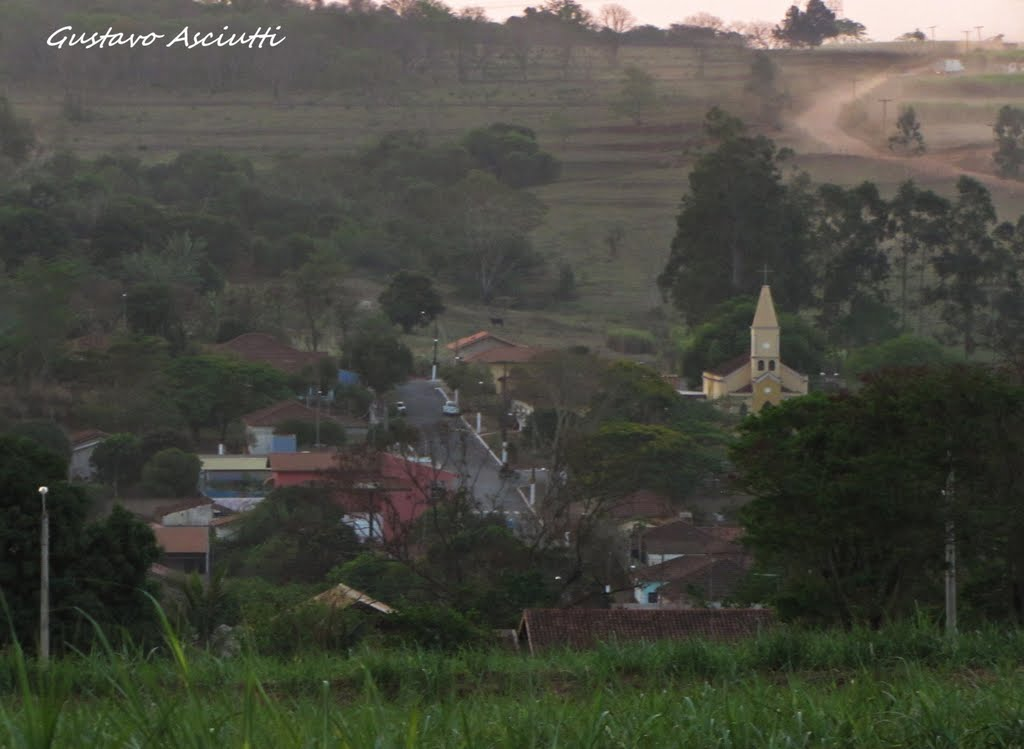
Vista do distrito.

### Demografia

#### População urbana
| Crescimento população urbana | Crescimento população urbana | Crescimento população urbana | Crescimento população urbana |
| Censo                        | Pop.                         |                              | %±                           |
| ---------------------------- | ---------------------------- | ---------------------------- | ---------------------------- |
| 1940                         | 282                          |                              | —                            |
| 1950                         | 222                          |                              | −21,3%                       |
| 1960                         | 219                          |                              | −1,4%                        |
| 1970                         | 215                          |                              | −1,8%                        |
| 1980                         | 312                          |                              | 45,1%                        |
| 1991                         | 369                          |                              | 18,3%                        |
| 2000                         | 505                          |                              | 36,9%                        |
| 2010                         | 795                          |                              | 57,4%                        |
| Fonte: IBGE e Fundação SEADE |                              |                              |                              |

#### População total
Pelo Censo 2010 (IBGE) a população total do distrito era de 1 640 habitantes.

### Área territorial
A área territorial do distrito é de 259,794 km².

### Rodovias
O principal acesso a Santelmo é a estrada vicinal que liga o distrito à Rodovia César Augusto Sgavioli (SP-261).

## Serviços públicos

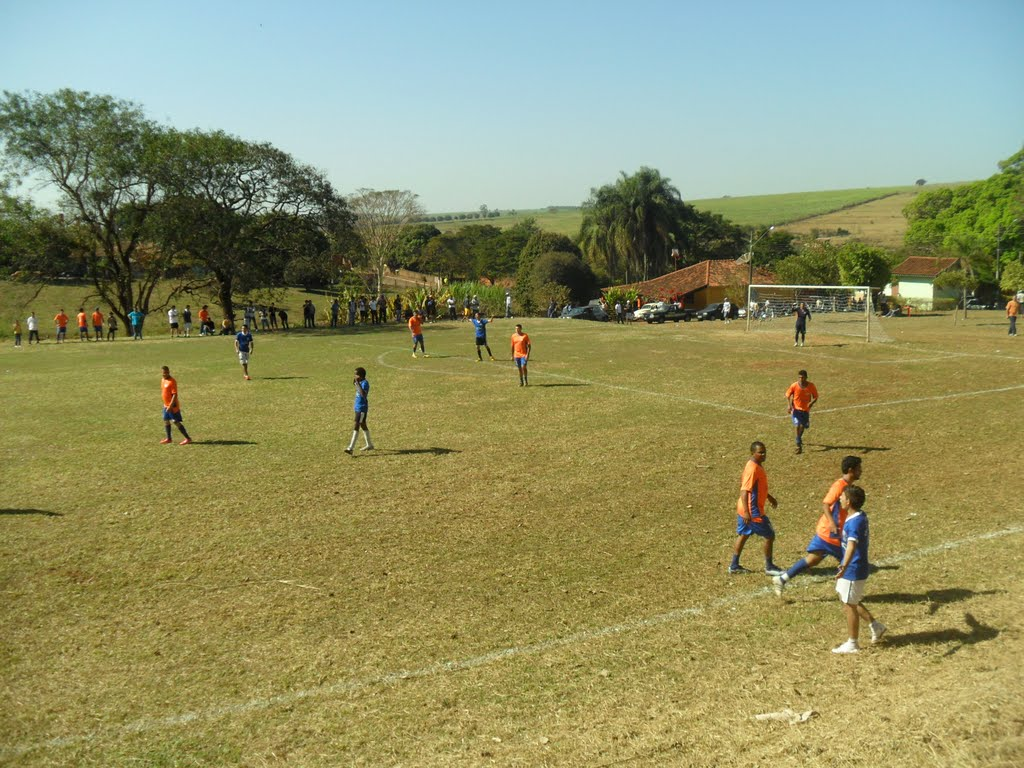
Campo de Futebol de Santelmo.

### Registro civil
Atualmente é feito na sede do município, pois o Cartório de Registro Civil das Pessoas Naturais do distrito foi extinto pelo  Tribunal de Justiça do Estado de São Paulo, e seu acervo foi recolhido ao cartório do distrito sede.

### Saneamento
O serviço de abastecimento de água é feito pela Companhia de Saneamento Básico do Estado de São Paulo (SABESP).

### Energia
A responsável pelo abastecimento de energia elétrica é a CPFL Paulista, distribuidora do Grupo CPFL Energia.

### Telecomunicações
O distrito era atendido pela Telecomunicações de São Paulo (TELESP) através da central telefônica de Boraceia. Em 1998 esta empresa foi vendida para a Telefônica, que em 2012 adotou a marca Vivo para suas operações.

## Religião
O Cristianismo se faz presente no distrito da seguinte forma:

### Igreja Católica
- A igreja faz parte da Diocese de Bauru[20].

### Igrejas Evangélicas
- Congregação Cristã no Brasil[21].